# David Sylvian
David Sylvian, de son vrai nom David Alan Batt (né le 23 février 1958 à Beckenham dans le comté de Kent) est un chanteur, musicien et compositeur britannique.

## Biographie
Il débute comme chanteur et auteur-compositeur du groupe Japan très reconnu en Europe avant d'entreprendre une carrière solo influencée par des styles et genres musicaux variés, incluant jazz, musique électronique, ambient, et rock progressif. Moins reconnu en Europe, son groupe a certainement influencé les groupes de new-wave, grand courant des années 80. La personnalité et le style du chanteur font aussi écho à ceux de David Bowie et l'on retrouve beaucoup de similitudes entre les deux artistes. 
Un extrait de sa chanson For the love of life est utilisée comme générique d'une partie des épisodes de la série animée manga japonaise Monster.
Il a également écrit et interprété les paroles de la bande chanson Forbidden Colours composée par Ryuichi Sakamoto, pour la bande originale du film de Nagisa Oshima Merry Christmas Mister Lawrence, connu en France sous le nom de Furyo, avec David Bowie.
En 1993, il publie un premier album en collaboration avec Robert Fripp, The First Day, sur lequel on retrouve des collaborateurs de Fripp, à savoir Trey Gunn et Jerry Marotta. Puis en 1994, suit un album live Damage: Live, avec à nouveau Trey Gunn, mais aussi Michael Brook et Pat Mastelotto.
En 2002, il écrit la chanson Sugarfuel composée par l'artiste français Readymade FC, puis poursuit cette collaboration 3 ans plus tard avec le remix du titre A Fire In The Forest paru simultanément sur l'album Blemish et Babilonia.

## Discographie

### Avec Japan
- 1978 : Adolescent Sex
- 1978 : Obscure Alternatives
- 1979 : Quiet Life
- 1980 : Gentlemen Take Polaroids
- 1981 : Tin Drum
- 1983 : Oil on Canvas (en concert)
- 1991 : Rain Tree Crow (réunion sous le nom « Rain Tree Crow »)

### Nine Horses
- 2005 : Snow Borne Sorrow
- 2007 : Money for All

### En solo
- 1984 : Brilliant Trees
- 1985 : Alchemy: An Index of Possibilities
- 1986 : Gone to Earth
- 1987 : Secrets of the Beehive
- 1988 : Plight and Premonition (avec Holger Czukay)
- 1989 : Flux and Mutability (avec Holger Czukay)
- 1989 : Weatherbox (coffret reprenant les quatre premiers albums solo de Sylvian)
- 1991 : Ember Glance: The Permanence of Memory (avec Russell Mills)
- 1993 : The First Day (avec Robert Fripp)
- 1994 : Damage: Live (avec Robert Fripp)
- 1999 : Dead Bees on a Cake
- 1999 : Approaching Silence
- 2000 : Everything and Nothing (compilation)
- 2002 : Camphor (compilation)
- 2003 : Blemish
- 2005 : The Good Son vs. The Only Daughter (remixes de Blemish)
- 2007 : When Loud Weather Buffeted Naoshima
- 2009 : Manafon
- 2010 : Sleepwalkers (compilation)
- 2011 : Died in the Wool (variations sur Manafon)
- 2012 : A Victim of Stars: 1982-2012 (compilation)
- 2014 : There’s a Light That Enters Houses With no Other House in Sight